# 布朗 (滨海夏朗德省)
布朗（法語：Bran，法語發音：[bʁɑ̃]）是法国滨海夏朗德省的一个市镇，位于该省东南部，属于容扎克区。

## 地理
布朗（45°20'57"N, 0°15'48"W）面积4.14 平方千米，位于法国新阿基坦大区滨海夏朗德省，该省份为法国西部滨海省份，北起旺代省，西临大西洋，南至吉倫特省，东南接多爾多涅省，东北接德塞夫勒省接壤，东临夏朗德省。
与布朗接壤的市镇（或旧市镇、城区）包括：拜涅-圣拉德贡德、尚蒂亚克、旺扎克。

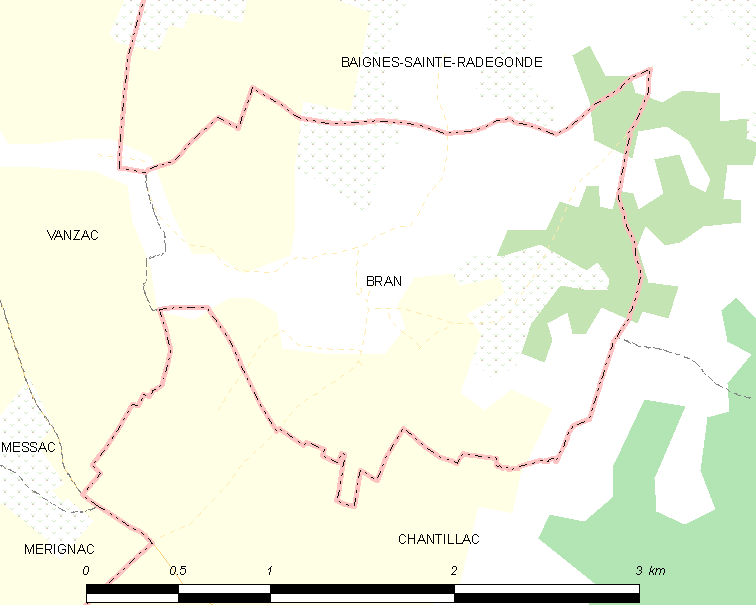
的OSM定位图

布朗的时区为UTC+01:00、UTC+02:00（夏令时）。

## 行政
布朗的邮政编码为17210，INSEE市镇编码为17061。

## 政治
布朗所属的省级选区为三山县。

## 人口

1962-2008年间人口变化图示

布朗于2022年1月1日时的人口数量为140人。